# جان بارنت (بازیکن راگبی)
جان بارنت (انگلیسی: John Barnett; ۱۹ ژانویهٔ ۱۸۸۱ – ۲ اکتبر ۱۹۱۸) بازیکن راگبی ۱۳ نفره و بازیکن راگبی ۱۵ نفره اهل استرالیا بود.
وی در مسابقات کشوری و بین‌المللی در مجموع برندهٔ ۱ مدال طلا شده‌است.